# Towarzystwo Miłośników Ziemi Jastrzębskiej

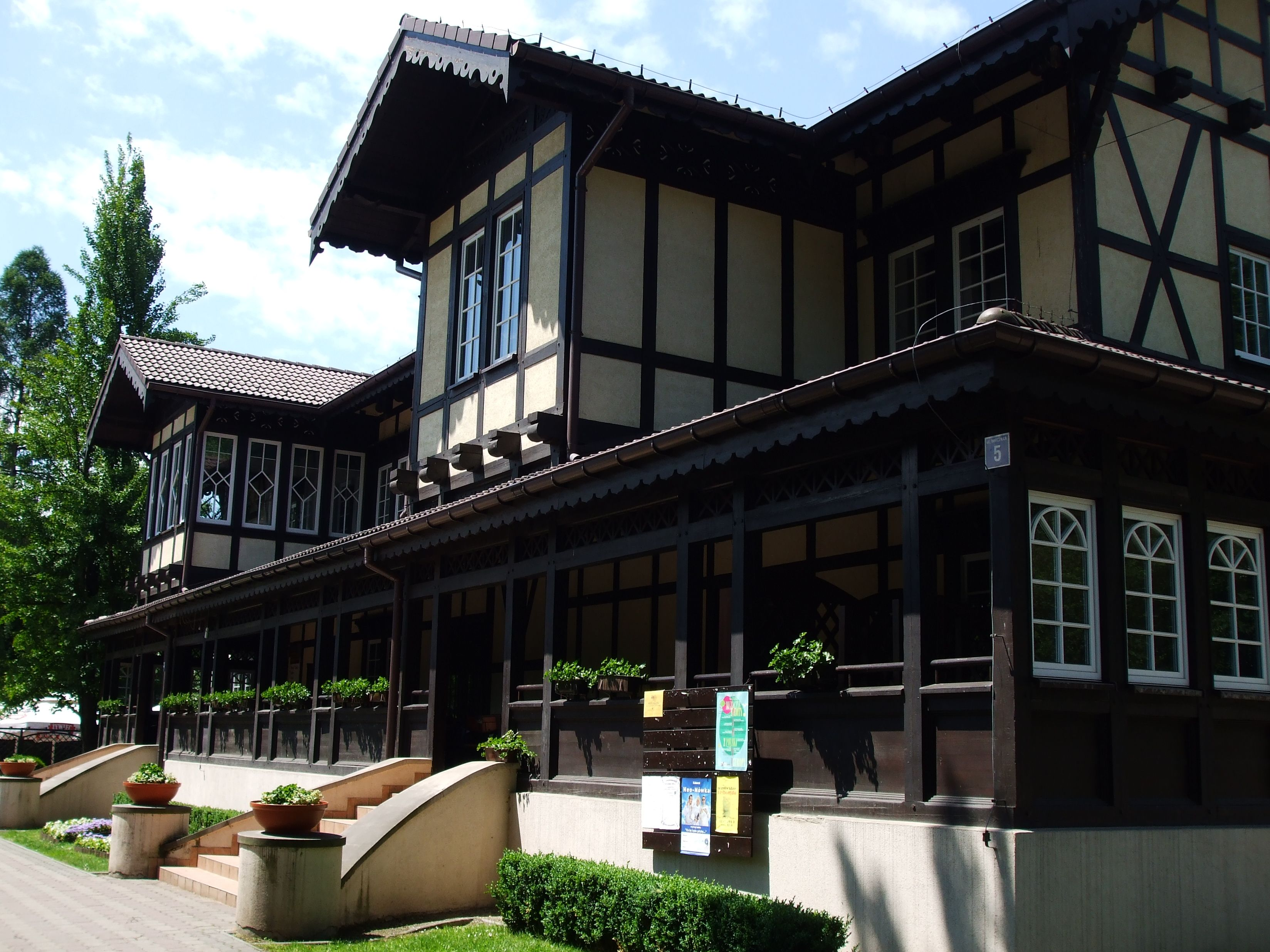
Siedziba Towarzystwa

Towarzystwo Miłośników Ziemi Jastrzębskiej (TMZJ) – jest stowarzyszeniem działającym na terenie Jastrzębia-Zdroju od 1995 roku i skupia w swoich szeregach ludzi zainteresowanych lokalną historią. Posiada status organizacji pożytku publicznego.

## Cel i misja Towarzystwa
- Badanie i dokumentowanie historii mniejszości będących obecnie dzielnicami powiatu grodzkiego Jastrzębie-Zdrój.
- Gromadzenie i zabezpieczenie dorobku kultury materialnej i duchowej lokalnej społeczności.
- Uczestnictwo w propagowaniu regionalizmu.
- Popularyzację miejscowej tradycji i obyczajów.
- Dokumentowanie zanikających form życia społecznego – w tym miejscowej gwary i zwyczajów.

## Krótka historia Towarzystwa
Towarzystwo zostało zarejestrowane w 1995 roku. Do rejestru stowarzyszeń towarzystwo zostało wpisane 28 marca 2001 roku, a 15 grudnia 2004 roku został mu przyznany status OPP. Towarzystwo ma swoją siedzibę w zabytkowym Domu Zdrojowym pochodzącym z 1862 roku i położonym w Parku Zdrojowym w osiedlu Zdrój. Od początku istnienia działalność towarzystwa skupiona była na pogłębianiu wiedzy o historii regionu oraz przekazywaniu zdobytych informacji mieszkańcom poprzez książkowe publikacje.

## Publikacje
- Dzieje Parafii św. Katarzyny w Jastrzębiu Górnym na tle historii Górnego Śląska (2000)
- Jastrzębie-Zdrój – dzieje Uzdrowiska. Parafia Najświętszego Serca Pana Jezusa 1951-2001 (2001)
- Dzieje Parafii św. Apostołów Piotra i Pawła w Bziu na tle historii ziemi pszczyńskiej (2003)
- Dzieje Parafii św. Mikołaja oraz Matki Boskiej Różańcowej w Moszczenica (2007)
- Ruptawa Parafia św. Bartłomieja i Niepokalanego serca NMP, Parafia Ewangelicko-Augsburska (2009)

## Odznaczenia i wyróżnienia
- 2009 r. Złota Odznaka Honorowa za Zasługi dla Województwa Śląskiego przyznana przez Sejmik Województwa Śląskiego.
- 2002 r. Śląska Nagroda im. Juliusza Ligonia przyznana przez Katolickie Stowarzyszenie „Civitas Christiana” Oddział Śląski w Katowicach za działalność badawczą i popularyzatorską dokumentującą dzieje Ziemi Jastrzębskiej.
- 2008 r. Nagroda przyznana przez miasto Jastrzębie-Zdrój w dziedzinie twórczości artystycznej oraz upowszechniania i ochrony kultury.
- 2010 r. Indywidualna Nagroda Miasta Jastrzębie Zdrój dla osób zasłużonych w dziedzinie twórczości artystycznej, upowszechniania kultury i ochrony dóbr kultury przyznana prezesowi Towarzystwa Marianowi Górnemu.

## Władze i struktura organizacji
Naczelnymi władzami Towarzystwa są:
- Walne Zebranie Członków Stowarzyszenia.
- Zarząd Stowarzyszenia.
- Komisja Rewizyjna.

Kadencja Zarządu i Komisji Rewizyjnej trwa cztery lata.

## Finansowanie
Towarzystwo na realizację celów statutowych pozyskuje środki finansowe z następujących źródeł:
- Składek członkowskich.
- Dotacji, darowizn, spadków i zapisów.
- Dochodów z własnej działalności gospodarczej i organizowanych odpłatnie imprez.
- Dywidendy należnej Stowarzyszeniu z tytułu uczestnictwa w spółkach kapitałowych.
- Dochodów z majątku Stowarzyszenia.
- Ofiarności publicznej
- Odpisu 1% z podatku dochodowego
- Środków publicznych